# Hannah Afriyie
Hannah Afriyie (née le 21 décembre 1951) est une sprinteuse ghanéenne.

## Carrière
Hannah Afriyie participe aux Jeux olympiques de 1972, sans parvenir à atteindre la finale du 100 mètres ou du 200 mètres. 
Elle remporte la médaille de bronze du relais 4 × 100 mètres aux Jeux du Commonwealth britannique de 1974. Elle décroche la médaille d'or du 100 mètres, du 200 mètres et du 4 x 400 mètres et la médaille d'argent du 4 x 100 mètres aux Jeux africains de 1978. Elle obtient ensuite la médaille d'or du 200 mètres, du 4 x 100 mètres et du 4 x 400 mètres  et la médaille d'argent du 100 mètres aux Championnats d'Afrique de 1979.

### Palmarès
| Date | Compétition            | Lieu         | Résultat | Épreuve   | Performance   |
| ---- | ---------------------- | ------------ | -------- | --------- | ------------- |
| 1974 | Jeux africains         | Christchurch | 3e       | 4 x 100 m | 44 s 35       |
| 1978 | Jeux africains         | Alger        | 1re      | 100 m     | 11 s 50       |
| 1978 | Jeux africains         | Alger        | 1re      | 200 m     | 23 s 01       |
| 1978 | Jeux africains         | Alger        | 2e       | 4 x 100 m | 45 s 19       |
| 1978 | Jeux africains         | Alger        | 1re      | 4 x 400 m | 3 min 35 s 55 |
| 1979 | Championnats d'Afrique | Dakar        | 2e       | 100 m     | 11 s 56       |
| 1979 | Championnats d'Afrique | Dakar        | 1re      | 200 m     | 23 s 81       |
| 1979 | Championnats d'Afrique | Dakar        | 1re      | 4 x 100 m | 45 s 63       |
| 1979 | Championnats d'Afrique | Dakar        | 1re      | 4 x 400 m | 3 min 41 s 8  |

### Records
| Épreuve | Performance | Lieu  | Date            |
| ------- | ----------- | ----- | --------------- |
| 100 m   | 11 s 47     | [[]]  | 1978            |
| 200 m   | 23 s 01     | Alger | 25 juillet 1978 |